# Pousada (Braga)
Pousada is een plaats (freguesia) in de Portugese gemeente Braga en telt 474 inwoners (2001).